# Tryggvi Hlinason
Tryggvi Snær Hlinason (* 28. Oktober 1997 in Akureyri) ist ein isländischer Basketballspieler.

## Werdegang
Tryggvi Hlinason wuchs auf einem Hof in Þingeyjarsveit auf. Er spielte von 2014 bis 2017 für den Erstligisten Þór Akureyri. Nachdem er in der Saison 2016/17 im Durchschnitt 11,6 Punkte und 8,1 Rebounds erzielt hatte sowie mit guten Leistungen bei der U20-Europameisterschaft 2017 aufgewartet hatte, stattete ihn der spanische Erstligist Valencia Basket Club in der Sommerpause 2017 mit einem Vierjahresvertrag aus. Er kam im Spieljahr 2017/18 für Valencia in der Liga ACB sowie in der EuroLeague zum Einsatz, ohne den Durchbruch zu schaffen, und sammelte weitere Spielerfahrung in der vierten spanischen Liga, der EBA.
Im Sommer 2018 spielte er für die Toronto Raptors in der NBA-Sommerliga. Valencia gab den Isländer zur Saison 2018/19 mittels Leihabkommen an Obradoiro CAB ab. In 33 Einsätzen in der Liga ACB kam er während des Spieljahres 2018/19 auf Mittelwerte von 3,5 Punkten und 2,5 Rebounds. Im Juli 2019 nahm Casademont Zaragoza den Innenspieler unter Vertrag. Dort erreichte der Isländer in der Saison 2020/21 mit 7,3 Punkten sowie 4,8 Rebounds seine bislang besten Durchschnittswerte in der Liga ACB. Diese verbesserte er im Spieljahr 2022/23 leicht auf 7,4 Punkte und 5 Rebounds.
Im Sommer 2023 wechselte er innerhalb der spanischen Liga ACB zum CB Bilbao Berri. Er gewann im April 2025 mit Bilbao den europäischen Wettbewerb FIBA Europe Cup.

### Nationalmannschaft
Tryggvi Hlinason war isländischer U18- und U20-Nationalspieler. Bei der U20-Europameisterschaft im Sommer 2017 führte er die Auswahl seines Landes in den Wertungen Punkte (16,1) und Rebounds (11,6) je Turnierspiel an.
2016 gab er seinen Einstand in der isländischen Nationalmannschaft. 2017 nahm er an der Europameisterschaft teil.